# Kazimierz Pek
Kazimierz Pek (ur. 1964) – polski duchowny katolicki, marianin, doktor habilitowany nauk teologicznych, profesor nadzwyczajny Katolickiego Uniwersytetu Lubelskiego Jana Pawła II.

## Życiorys
Ukończył studia w KUL. W 1999 na podstawie napisanej pod kierunkiem Stanisława Celestyna Napiórkowskiego rozprawy pt. Implikacje mariologiczne pneumatologii Y. Congara na Wydziale Teologii Katolickiego Uniwersytetu Lubelskiego otrzymał stopień naukowy doktora nauk teologicznych, specjalność: teologia dogmatyczna. Tam też w 2010 na podstawie dorobku naukowego oraz rozprawy pt. Deus semper maior. Teologiczny obraz Boga w mariologii polskiej XX wieku uzyskał stopień doktora habilitowanego nauk teologicznych w zakresie nauk teologicznych, specjalność: teologia dogmatyczna.
W 2001 został adiunktem w Katedrze Mariologii KUL, a następnie profesorem nadzwyczajnym KUL. W 2010, po odejściu na emeryturę o. prof. Stanisława Celestyna Napiórkowskiego, rektor KUL powołał go na stanowisko kierownika Katedry Mariologii.
Zajmował stanowisko dyrektora Wydawnictwa Księży Marianów w Warszawie, zaś w latach 1999-2009 pełnił funkcję rektora Wyższego Seminarium Duchownego Marianów w Lublinie.
Opublikował m.in.: Per Spiritum ad Mariam. Implikacje mariologiczne pneumatologii Y. Congara (Lublin 2000) i Deus semper maior. Teologiczny obraz Boga w mariologii polskiej w XX wieku (Lublin 2009).

## Członkostwo w korporacjach naukowych
- Polskie Towarzystwo Mariologiczne
- Towarzystwo Naukowe KUL
- Lubelskie Towarzystwo Naukowe
- Pontificia Academia Mariana Internationalis
- Europäische Gesellschaft für Katholische Theologie
- Litewska Akademia Nauk[2]